# Jumilla
Jumilla es un municipio y una ciudad española situada en el norte de la Región de Murcia, en la comarca del Altiplano. Su población es de 27 263 habitantes (INE 2024). La ciudad es famosa nacional e internacionalmente por sus vinos y sus peras, ambos con Denominación de Origen.

## Toponimia
El término Jumilla provendría del latín, transcrito al árabe como Gumalla, nombre con el que la población aparece citada por primera vez en textos árabes del siglo XIII.
Una parte del municipio pertenece a la zona del Carche, donde, además de castellano, se habla el valenciano. En dicho idioma, el municipio recibe el nombre de Jumella, pronunciado /d͡ʒuˈme.ʎa/.

## Geografía
Su altitud media es de 600 m s. n. m. El municipio tiene una gran cantidad de elevaciones: sierra del Carche (pico de la Madama, 1372 m), sierra del Buey (1087 m), Sierra de la Cingla (1079 m), Sierra de Los Ladrones (985 m), Santa Ana (967 m), Peñas Blancas (956 m), Sierras de las Cabras y Hermana (953 m), Las Grajas (949 m), sierra del Molar (941 m), Sierra de Sopalmo (933 m), Peñarrubia (917 m), Sierra Larga (885 m).
El término municipal de Jumilla, con 972 km², ocupa el segundo lugar en extensión del conjunto de municipios de la Región de Murcia, por detrás de Lorca y por delante de Moratalla, y en décima posición de los términos municipales más grandes de España.
| Noroeste: Ontur y Albatana | Norte: Fuente-Álamo y Montealegre del Castillo | Noreste: Yecla             |
| Oeste: Hellín              |                                                | Este: Yecla                |
| Suroeste Cieza             | Sur: Abarán y Fortuna                          | Sureste: Abanilla y Pinoso |

### Vulcanismo
Al noroeste del municipio, limitando con la provincia de Albacete, se encuentra el volcán de La Celia, conocido actualmente como Minas de la Celia. Estas minas tienen un especial interés geológico, ya que albergan un yacimiento excepcional de apatito en rocas volcánicas de tipo «Jumillita», de Interés Mundial. La Jumillita es una roca volcánica que contiene rellenos filonianos de oligisto, apatito y más de una veintena de minerales asociados. Fue denominada con este nombre por A. Ossan en 1906. Este tipo de rocas ultrapotásicas solo se presenta en el sureste de España. Las Minas de La Celia se encuentran inmersas en una zona volcánica de edad Intraplioceno (1.8 - 5 millones de años). En sus proximidades se localizan restos de diversos conos volcánicos que han sido erosionados dejando montículos con lava, bombas y lapilli. Las minas se explotaron a principios del siglo XX. Se extraía apatito para la fabricación de abonos fosfáticos. La roca Jumillita, por su dureza, se empleó para la cimentación de carreteras y vías de ferrocarril. Los materiales eran transportados mediante una línea de ferrocarril hasta Minateda. Las Minas de La Celia tienen las siguientes figuras de protección: Área de Protección de Fauna Silvestre y Lugar de Importancia Comunitaria.

### Espacios naturales

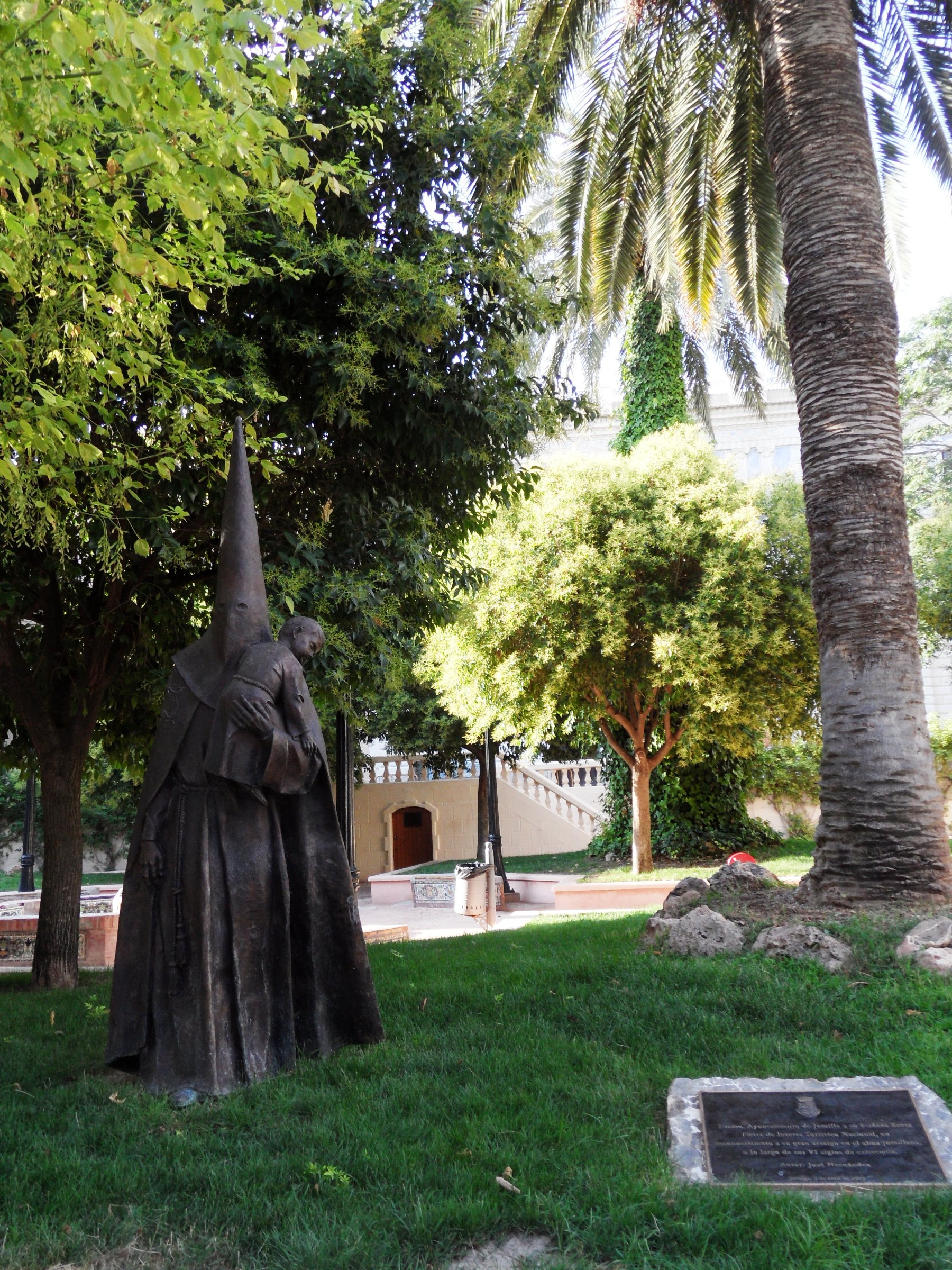
Jardín de las Ranas

En el medio urbano de Jumilla existen diversas zonas verdes, como las laderas del monte del Castillo, el jardín del Rey Don Pedro, el jardín de la Plaza de la Glorieta, el jardín de la Plaza del Rollo, más conocido como jardín del Caracol, el jardín de la plaza de la Constitución o jardín de las Ranas, el jardín del barrio de San Juan, el jardín del barrio de San Antón, o el paseo del Poeta Lorenzo Guardiola.
Mención aparte merece el Jardín Botánico de la Estacada. Fue realizado por el I.R.Y.D.A. como zona verde del Poblado de Colonización del mismo nombre. Se encuentra al oeste de la carretera comarcal 3314 Carretera de Cieza, un kilómetro al sur del casco urbano, y tiene una superficie de 19.547 m². Un acertado diseño de tipo natural o paisajista, unido a la excelente calidad del suelo, ha hecho posible un rápido crecimiento de las especies y lo ha convertido en uno de los más visitados de la Región, destacando sobre todo, por sus magníficos ejemplares de coníferas. Actualmente cuenta con más de 150 especies ornamentales de árboles, arbustos y vivaces y otras tantas típicas de la flora autóctona, no solo del término municipal de Jumilla, sino del Sureste español y resto de la península ibérica.
En su amplio término municipal, Jumilla dispone de diversos espacios protegidos, tales como la sierra del Buey (declarada LIC), las Minas de la Celia (declarada también LIC) o el Parque Regional de la sierra del Carche y una porción del Parque Regional de la Sierra de la Pila. También destaca la Sierra de Santa Ana, donde se encuentra el Monasterio franciscano del mismo nombre.

## Historia

### Edad Antigua

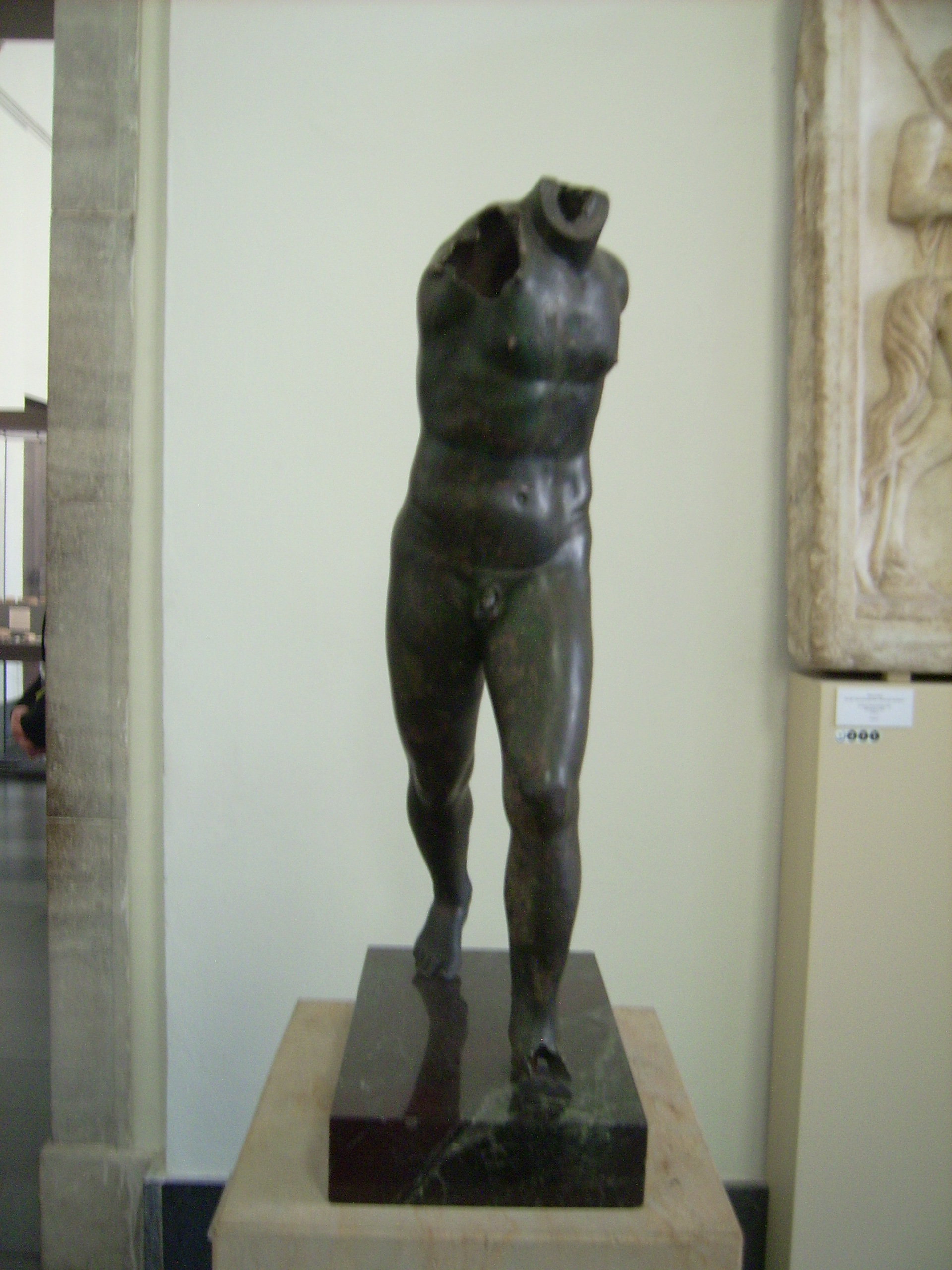
Estatua del Hypnos de Jumilla

Uno de los poblamientos antiguos más importantes del término de Jumilla fue el complejo ibérico de Coímbra, situado en el Barranco Ancho.
De la presencia romana en el territorio jumillano destaca por encima de todos el descubrimiento de la escultura del Hypnos a finales del siglo XIX, expuesta actualmente en el Museo de Pérgamo de Berlín. De época tardorromana destaca el edificio funerario de El Casón, situado a las afueras del casco urbano de la ciudad.
El núcleo original de la actual Jumilla se constituyó en la cima del Cerro del Castillo, donde aparecieron vestigios de la Edad del Bronce, con ocupación sucesiva de íberos y romanos.

### Edad Media

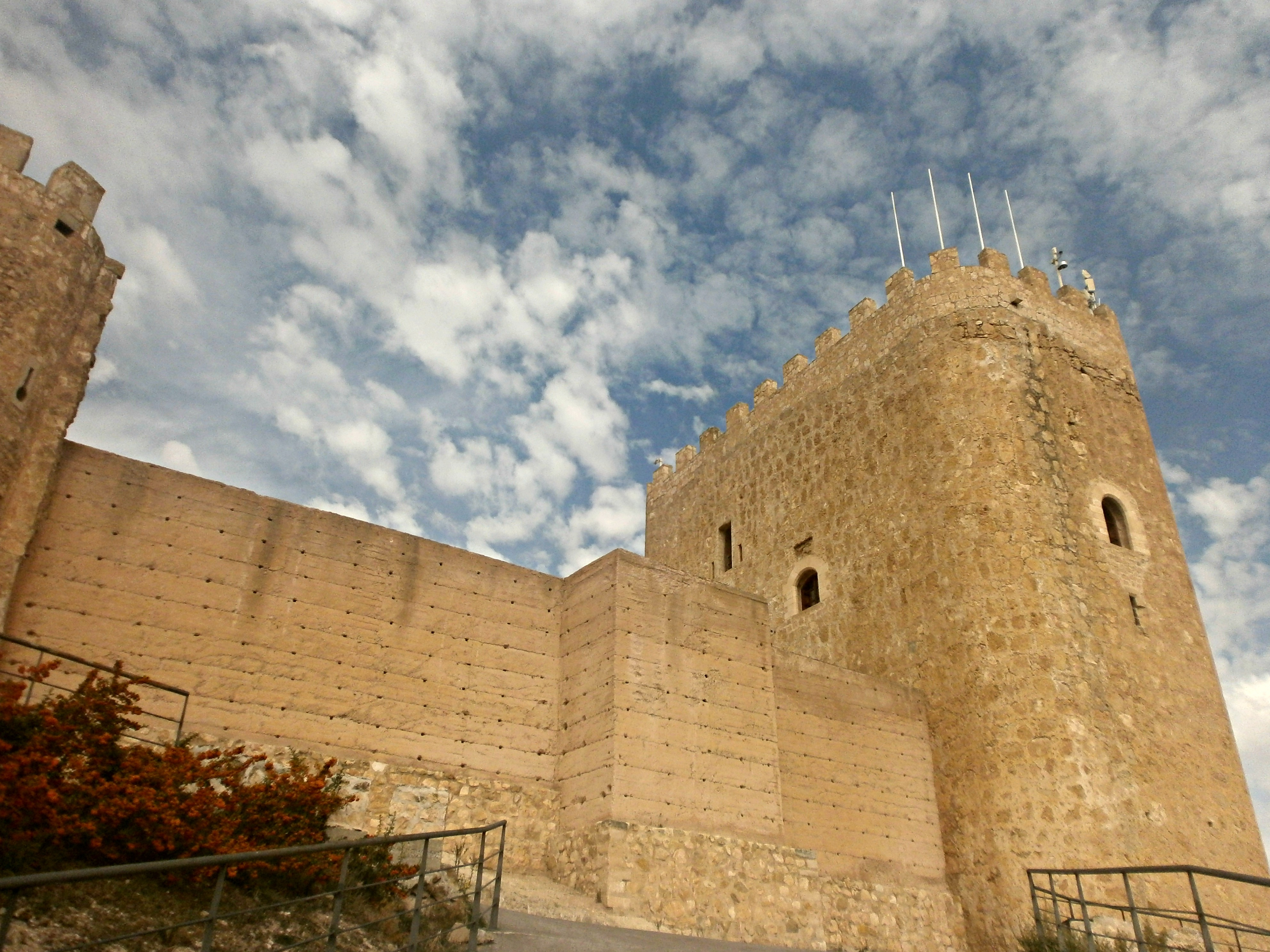
Imagen del Castillo de Jumilla, edificado por los Pacheco

En época andalusí aparece la ciudad de Ğumalla, que en el siglo XIII fue tomada por los cristianos.
Incluida en un principio en el castellano reino de Murcia, en virtud del Tratado de Alcaraz de 1243, pasó a la Corona de Aragón en 1304 por la Sentencia Arbitral de Torrellas. Sin embargo, el 27 de abril de 1358 se integró definitivamente en la Corona de Castilla, incluyéndose en 1445 en el señorío de Villena.

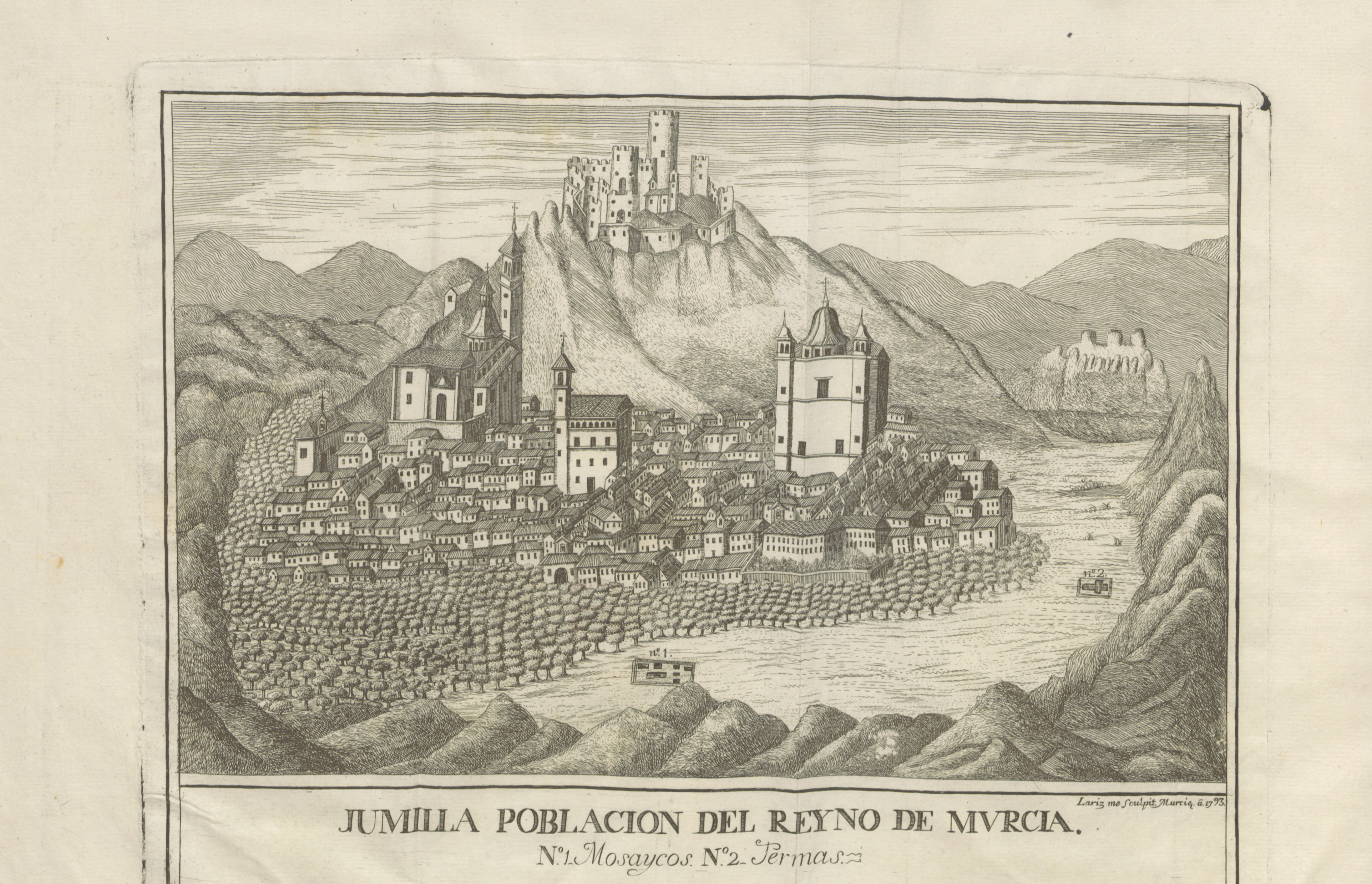
Grabado con una imagen de Jumilla

Los arrabales de la antigua ciudad intramuros fueron el germen del núcleo urbano actual, que empezó a ser ocupado a partir del siglo XV con el fin de la peligrosidad fronteriza, primándose el establecimiento en el llano frente al cerro, con un importante desarrollo en el siglo XVI.
En 1468 Diego Pacheco, II marqués de Villena, nombró como alcaide de Jumilla a su medio hermano Rodrigo López Pacheco, caballero de la Orden de Santiago, quien durante la Guerra de Sucesión Castellana (1475-1479) fuera suplantado por mandato de los Reyes Católicos el 15 de marzo de 1475 por el caballero Andrés Mateo de Guardiola y Aragón, el capitán de las fuerzas aragonesas que tomó la fortaleza, y además elevado al de capitán de las fronteras de Jumilla y del marquesado de Villena, pero quedaría sujeto a las órdenes castellanas de Pedro Fajardo Quesada, adelantado mayor de Murcia desde 1444 hasta 1482, y sin dejar de reconocerle la propiedad de la villa de Jumilla a los Pacheco. Durante dicho poder señorial, Diego Pacheco dotaría al Castillo de Jumilla de su arquitectura actual.

### Edad Moderna y Contemporánea
El dominio de los marqueses de Villena se extendería hasta la abolición de los señoríos en España, en el primer tercio del siglo XIX. En esta época comenzaría la producción vitivinícola en el término municipal de Jumilla
En el Diccionario de Madoz (1845-1850) aparece la siguiente descripción:

JUMILLA: v[illa] con ayunt[amiento] en la prov[incia] de Murcia [...] Sit[uada] al pie de una colina que llaman Sierra del Castillo, en cuya cúspide hay vestigios de uno que estuvo artillado no há muchos años [...] Se compone de unas 1,500 casas de regular construcción, de 6 varas de altura, formando todas cuerpo de pobl[ación], distribuidas en varias calles no muy anchas, pero limpias y empedradas, y 3 plazas denominadas de Arriba, de Abajo y del Convento; en la calle llamada de la Terica se ve la casa donde nació D. Juan Lozano y Lozano [...] cuya obra del siglo XV con sus famosos artesonados, columnas y patios, es de un mérito singular, por lo que es visitada con curiosidad por los estranjeros; hay un edificio que en otro tiempo servía de hospital, en cuya igl[esia] celebra en la actualidad el ayunt[amiento] sus sesiones y demás actos, por hallarse ruinosas las casas consistoriales; un pósito [...]; dos escuela de primeras letras [...]; dos enseñanzas de niñas [...] y una cátedra de latinidad [...] tiene dos igl[esias] parr[oquiales], la de Santiago [...]; la otra es del Salvador [...] los templos de una y otra parr[oquia] son los edificios mas notables de esta pobl[acion]; el de Santiago consta de 3 naves, siendo su arquitectura del orden corintio y jónico, con artesonados de mucho mérito, enriquecido con bellos pinturas de Rubens y Ribalta, y varios tallados de Sarcillo; tien una tabla de Juanes, en la que aparece el pasaje de Emaus, dos frescos de mucho mérito de Baven representando el uno de Sta. Cecilia, y el otro al Santo rey David. El coro es de los más acabados de su clase; se compone de 40 sillas de nogal muy bien trabajadas [...] La parr[oquia] del Salvador es del orden toscano y jónico, con riscas pinturas de los mejores autores españoles de las escuelas valenciana y sevillana; varios de sus cuadros han llamado tanto la atención de algunos viajeros ingleses, que han solicitado adquirirlos, aunque en vano, á cualquier precio. Dentro de esta v[illa] hay 4 ermitas, la ant[igua] parr[oquia] de Sta. Maria, obra del siglo X, donde predicó San Vicente Ferrer en lengua lemosina, cuyo sermon escrito de su puño se conserva en los archivos de la misma; las de San Roque, San Anton y Ntra. Sra. de la Asunción nada contienen de notable [...] hubo antes de la extincion de los regulares, un conv[ento] de la orden de San Francisco, cuyo edificio se halla casi destruido [...]; una fuente llamada de la Villa, cuyas aguas sirven para beber, lavar y otros usos, muchos pozos y un pilón para abrevadero de bestias; existe por último un cementerio para ambas parr[oquias] estramuros, bien ventilado y en nada perjudica á la salud pública [...] En [Jumilla] se encuentran las ald[eas] llamadas la Alquería, al N. de la v[illa], con unas 40 casas reunidas, y Fuente del Pino la otra con 25 de aquellas; varias ermitas dedicadas á diferentes santos, y como á una hora de la Jumilla el tan nombrado convento de Santa Ana del Monte, de frailes Franciscos, situado en una montaña poblada de pinos, carrascas, madroñeras, romeros y plantas medicinales; en este monasterio vivieron por muchos años San Pascual Bailón y el beato Andrés Yubernoy [...] El terreno generalmente es [...] árido, poco productivo y de secano [...] distinguiéndose la sierra Larga, la de Carche, que va formando cordillera hasta enlazarse con la de Salinas, la de Escarihuela, Santa Ana, barranco de la Escala, Morron, la del Buey, Peña Rubia y otras [...] Prod[ucción]: vino como unas 15,000 a[rrobas] anuales de escelente calidad y de un aroma muy superior, especialmente el que se coge en el part[ido] de la cueva Negra [...]; aceite, trigo, cebada y centeno [...] cultivase el cáñamo y el azafran, y se crian hortalizas [...]; hay ganado lanar de cria en número de 8,000 cab[rzas] y otras tantas de cabrio; y caza de liebres, perdices, conejos. Ind[ustria]: la principal es la agrícola, mas existen porción de telares comunes en los cuales se elaboran lienzos bastos para el consumo de los vec[inos], paños burdos y guardapies de lana azules y celestes; hay 5 molinos harineros impulsados por el agua, 17 de aceite, 2 alfarerás de tiestos bastos, 2 fáb[ricas] de jabón, una de armas de fuego, 2 hornos de ladrillo y teja, 3 establecimientos para la elaboración de la sal, que es muy pura y estremadamente blanca, y los demás oficios y artes mecánicas mas indispensables á una pobl[ación], la cual con su térm[ino] municipal consta de 1,953 vec[inos], 8,397 alm[as] [...]
Diccionario de Madoz

En la segunda mitad del siglo XIX y principios del siglo XX experimentó un gran auge, construyéndose el ensanche burgués. El 17 de julio de 1911 el rey Alfonso XIII otorgó a Jumilla el título de ciudad y a su ayuntamiento el trato de «excelentísimo».
En agosto de 2025, Jumilla se convirtió en el primer municipio español en vetar los ritos islámicos en instalaciones públicas.

## Demografía
Jumilla cuenta con una población de 27 263 habitantes (INE 2024).
| Gráfica de evolución demográfica de Jumilla entre 1842 y 2021                                                       |
| |
| Población de derecho según los censos de población del INE Población de hecho según los censos de población del INE |

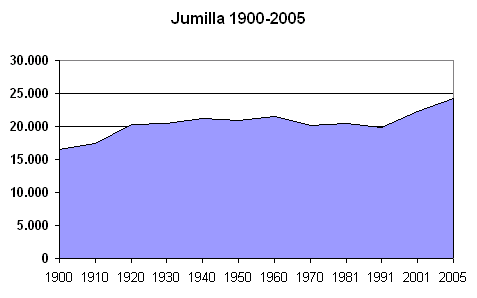
Evolución por decenios hasta 2005

La población de Jumilla sufrió un prolongado estancamiento a lo largo de casi todo el siglo XX, salvo las dos primeras décadas, que fueron de un importante incremento. Así, en el año 2000 contaba con 22 113 habitantes, poco más que en 1940 o 1960. La estabilidad de Jumilla representa una excepción en el panorama demográfico de la Región de Murcia, que en general ha tendido ora a la concentración, ora a la despoblación, o ha vivido grandes altibajos con picos históricos que han tardado décadas en recuperarse o no se han recuperado aún.
En los primeros años del siglo XXI la tendencia es claramente alcista: +16 % entre 2000 y 2005.
En cuanto a la distribución demográfica, el núcleo urbano concentra el 95 % de la población; el resto se reparte entre sus diez pedanías.
| Entidad de Población | Población (2019) |
| -------------------- | ---------------- |
| Jumilla (municipio)  | 25 600           |
| Jumilla (ciudad)     | 24 416           |
| La Estacada          | 284              |
| La Alquería          | 155              |
| Santa Ana            | 128              |
| Fuente del Pino      | 125              |
| Cañada del Trigo     | 121              |
| Torre del Rico       | 106              |
| El Carche            | 88               |
| La Raja              | 69               |
| Las Encebras         | 45               |
| La Zarza             | 25               |
| La Alberquilla       | 19               |
| Román                | 13               |
| Término de Arriba    | 6                |

### Economía

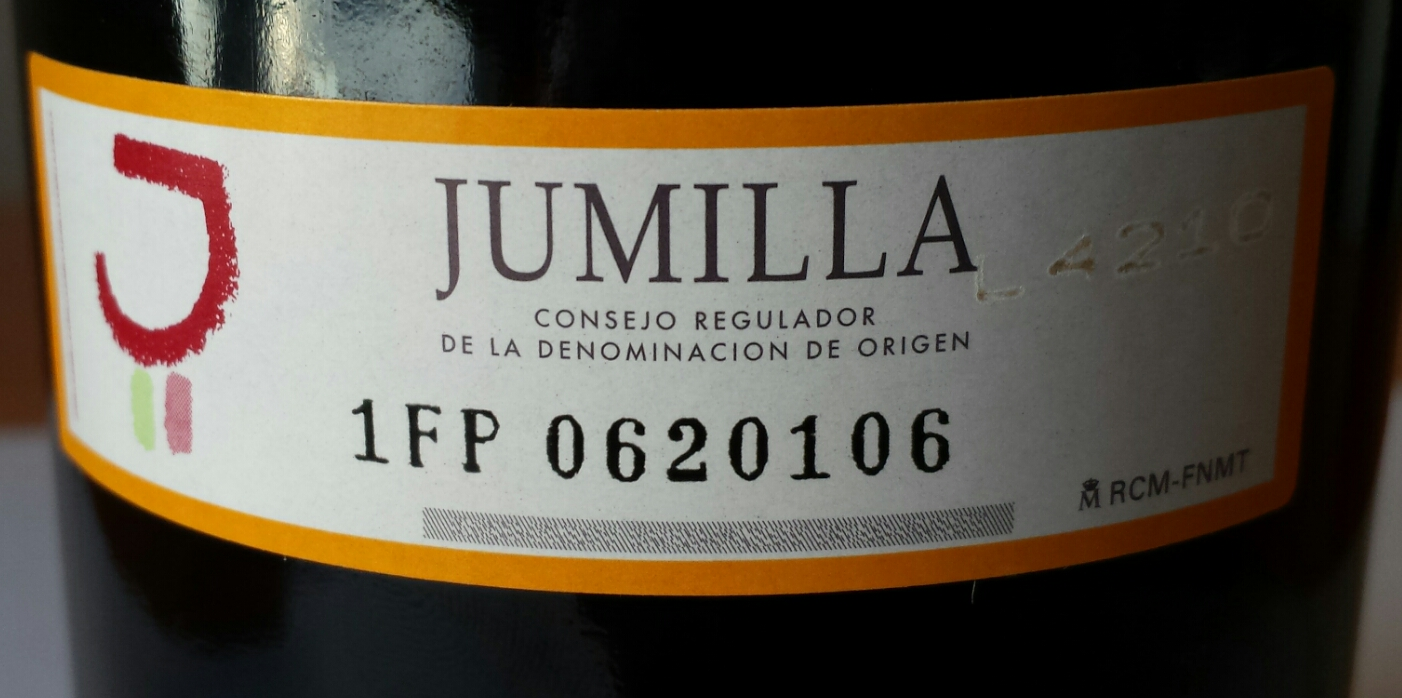
Etiqueta de la DO Jumilla

En Jumilla se lleva a cabo una gran actividad agrícola, que es la base de su economía. Mención especial merece el viñedo, ya que el cultivo de la vid y la cultura del vino están muy arraigadas a la ciudad, puesto que la tradición vinícola de Jumilla se remonta a 5000 años de antigüedad. Hay que destacar la calidad de los vinos de Jumilla, con Denominación de Origen desde 1966, que están obteniendo un gran reconocimiento nacional e internacional. Hay más de 40 bodegas amparadas por la Denominación, entre las que destacan Juan Gil, BSI, Luzón, Casa de la Ermita, etc. La principal variedad de uva con la que se elaboran los vinos de Jumilla es la Monastrell.
Más recientemente, y adelantando al viñedo en importancia, los árboles frutales están cobrando un gran protagonismo. En Jumilla se produce una gran cantidad y variedad de frutas: albaricoques, melocotones, ciruelas, chatos o paraguayos, nectarinas, cerezas y, en especial, la pera Ercolina, para la cual ya se ha creado una Denominación de Origen Protegida Pera de Jumilla por tener unas cualidades especiales de tamaño, sabor, aroma y color. Jumilla es el mayor productor de pera Ercolina de toda Europa. Como consecuencia de esta actividad agrícola existen grandes almacenes de frutas que distribuyen los productos de la zona a escala nacional e internacional. Además, se pueden ver industrias relacionadas con el procesamiento de la fruta y la elaboración de zumo, como la empresa que fábrica los famosos zumos Don Simón.
También cabe destacar la ganadería, en la que resalta la cabra murciano-granadina, y como derivada de ésta, queserías en torno a las Denominaciones de Origen Protegidas de Queso de Murcia y Queso de Murcia al Vino, cuya sede se encuentra en Jumilla.
Además, se pueden mencionar las industrias de extracción de áridos y sal, la construcción, estructuras metálicas y el sector de la madera. En Jumilla existen varios polígonos industriales: Los Romerales, Cerro del Castillo, Los Alijares, El Santo y el polígono del Mármol.

## Administración y política

### Gobierno municipal
| Periodo   | Nombre                     | Partido | Partido                                               |
| --------- | -------------------------- | ------- | ----------------------------------------------------- |
| 1979-1983 | José Yagüe Ortuño          |         | Partido Socialista de la Región de Murcia (PSRM-PSOE) |
| 1983-1991 | Dionisio González Otazo    |         | Partido Socialista de la Región de Murcia (PSRM-PSOE) |
| 1991-1995 | José Luis Cruz Gil         |         | Partido Socialista de la Región de Murcia (PSRM-PSOE) |
| 1995-1999 | Marcos Nogueroles Pérez    |         | Partido Popular (PP)                                  |
| 1999-2011 | Francisco Abellán Martínez |         | Partido Socialista de la Región de Murcia (PSRM-PSOE) |
| 2011-2015 | Enrique Jiménez Sánchez    |         | Partido Popular (PP)                                  |
| 2015-2023 | Juana Guardiola Verdú      |         | Partido Socialista de la Región de Murcia (PSRM-PSOE) |
| 2023-act. | Severa González López      |         | Partido Popular (PP)                                  |

| Partido político                                      | 2023                     | 2023                     | 2023                     | 2019  | 2019  | 2019       | 2015  | 2015  | 2015       | 2011  | 2011  | 2011       | 2007  | 2007  | 2007       |
| Partido político                                      | %                        | Votos                    | Concejales               | %     | Votos | Concejales | %     | Votos | Concejales | %     | Votos | Concejales | %     | Votos | Concejales |
| Partido Popular (PP)                                  | 42,33                    | 4487                     | 10                       | 36,67 | 3750  | 9          | 36,48 | 3784  | 8          | 52,71 | 6057  | 12         | 44,02 | 4840  | 10         |
| Partido Socialista de la Región de Murcia (PSRM-PSOE) | 40,41                    | 4283                     | 9                        | 45,68 | 4672  | 11         | 41,39 | 4293  | 10         | 30,74 | 3532  | 7          | 44,44 | 4887  | 10         |
| Vox                                                   | 7,65                     | 811                      | 1                        | 3,41  | 349   | 0          | 2,76  | 238   | 0          | –     | –     | –          | –     | –     | –          |
| Ciudadanos (CS)                                       | 2,27                     | 241                      | 0                        | 6,91  | 707   | 1          | 2,95  | 306   | 0          | –     | –     | –          | –     | –     | –          |
| Izquierda Unida (IU)                                  | 5,68                     | 603                      | 1                        | 4,60  | 471   | 0          | 12,46 | 1292  | 3          | 11,17 | 1284  | 2          | 8,51  | 936   | 1          |
| Podemos                                               | Con Izquierda Unida (IU) | Con Izquierda Unida (IU) | Con Izquierda Unida (IU) | 1,94  | 199   | 0          | –     | –     | –          | –     | –     | –          | –     | –     | –          |

### Organización territorial
La gran mayoría de la población se encuentra en el núcleo urbano, aun así también existen otros diez núcleos apartados de la ciudad:
- La Estacada: Se encuentra a 1 km al sur del municipio y fue construido por el I.R.Y.D.A. Posee un alto nivel dotacional y una construcción y configuración pensada para el modo de vida de los colonos para los que se proyectó en los años cincuenta: el desarrollo agrícola de la zona. En esta pedanía se encuentra el Jardín Botánico Municipal.
- La Alquería: Se ubica a una distancia de 5 km de Jumilla, en el margen izquierdo de la carretera Nacional 344. Destacan la ermita y el jardín en el centro de la aldea. Todos los años en marzo se celebran fiestas patronales en honor de san José.
- Fuente del Pino: Se encuentra a 3 km de La Alquería en dirección a Yecla. Son de interés la ermita de la Virgen del Rosario; un antiguo embalse de origen medieval, junto al que se hallaba la fuente, y el pino que dan nombre a la aldea; y los bellos parajes junto a la huerta. También son destacables sus fiestas patronales en honor a la Virgen del Rosario que se celebran en mayo.
- Las Encebras: Situada a 13 km del núcleo urbano. Está compuesta por varios caseríos: Casas de los Conejos, Casas de los Cebolletas, Casas del Café, Casas de los Olivares, Casas de Los Cañas. Destaca por el cultivo de árboles frutales (melocotoneros, paraguayos, albaricoqueros, ciruelos, perales, granados, etc) y de secano (vid, almendros y olivos). Se celebran fiestas patronales en honor de san Pedro.
- La Torre del Rico y La Cañada del Trigo: Están situadas al sudeste del término municipal. Tienen una notable influencia de la provincia de Alicante al estar próximas a Pinoso, por eso algunos de sus vecinos hablan valenciano.[16] Su población se dedica principalmente a la agricultura y también tienen un trazado viario definido. En la Torre del Rico se halla la torre que da nombre a la pedanía, que data de 1573 y es Bien de Interés Cultural desde el 24 de septiembre de 1982. Ambas celebran sus fiestas patronales en agosto.
- El Carche: Se encuentra en las proximidades del parque natural de la sierra del Carche y, al igual que la Torre del Rico y la Cañada del Trigo, también tiene una notable influencia del valenciano, por su cercanía a la Comunidad Valenciana.[16]
- La Raja: Está constituida por varios caseríos distribuidos por toda la zona, entre ellos podemos destacar Los Escandeles, Los Cápitos, Los Pausides, Las Cuevas de la Peña Roja, Casa de Los Pulgas, Ezequieles etc. Estos caseríos están sufriendo un cambio muy peculiar, ya que el valenciano,[16] idioma hablado en esta zona tras el establecimiento de algunas familias valencianas a finales del siglo XIX, está dando paso al inglés, introducido por colonias de británicos, que traen su lengua y sus costumbres.
- La Zarza: Está localizada al sur del término municipal, muy cerca del parque natural de la Sierra de la Pila. En julio celebran sus fiestas patronales en honor a su patrón el Apóstol Santiago.
- Román: Situada a 20 km del núcleo urbano, y haciendo de límite con el municipio vecino de Abarán, esta pedanía destaca por el cultivo de árboles frutales (melocotonero, albaricoquero, ciruelo, uva de mesa, etc). También son destacables sus fiestas patronales en honor a Santa Rita, que cada mes de septiembre reúne a vecinos y visitantes de municipios cercanos en torno a festejos tan populares como la suelta de vaquillas. Además, en la pedanía se encuentra la Presa de Román,[17] que es un azud de derivación de aguas de avenida para el riego, enclavado en la Rambla del Moro y cuya construcción se remonta a época romana.

## Patrimonio
Jumilla tiene un casco antiguo declarado Conjunto Histórico-Artístico por su gran riqueza patrimonial:

### Patrimonio religioso

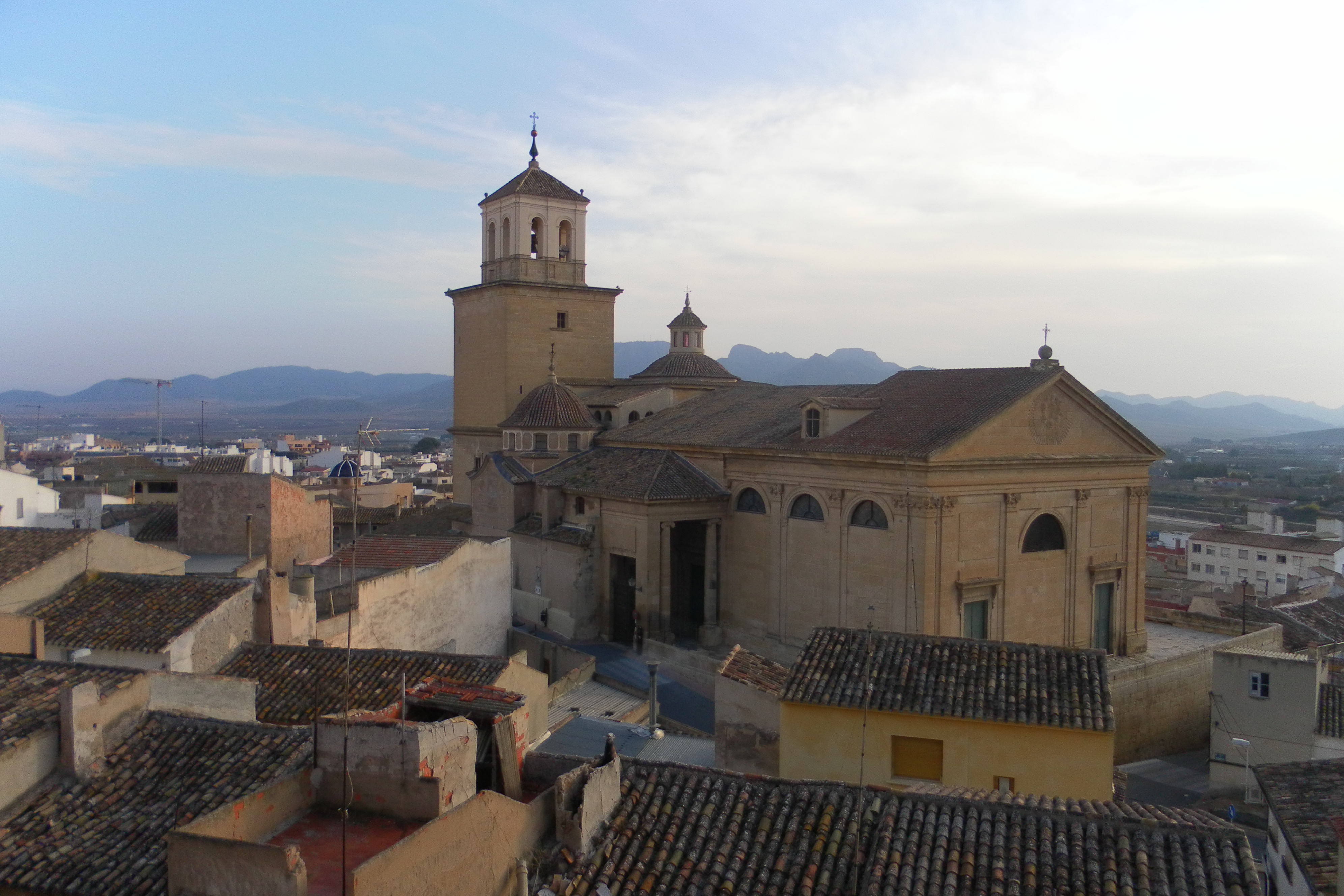
Iglesia de Santiago

- Iglesia de Santiago: primer templo de gran cúpula sobre crucero construido en la diócesis de Cartagena, edificado entre los siglos XV y XVIII. Monumento Nacional desde 1931.
- Iglesia de El Salvador: Iglesia barroca del siglo XVIII, declarada Bien de Interés Cultural.
- Convento Franciscano de Santa Ana del Monte.
- Ermita de San Agustín.
- Ermita de San Antón.
- Ermita de San José.
- Torre de la iglesia de Santa María del Rosario.
- Monasterio de las Dominicas.

### Patrimonio civil

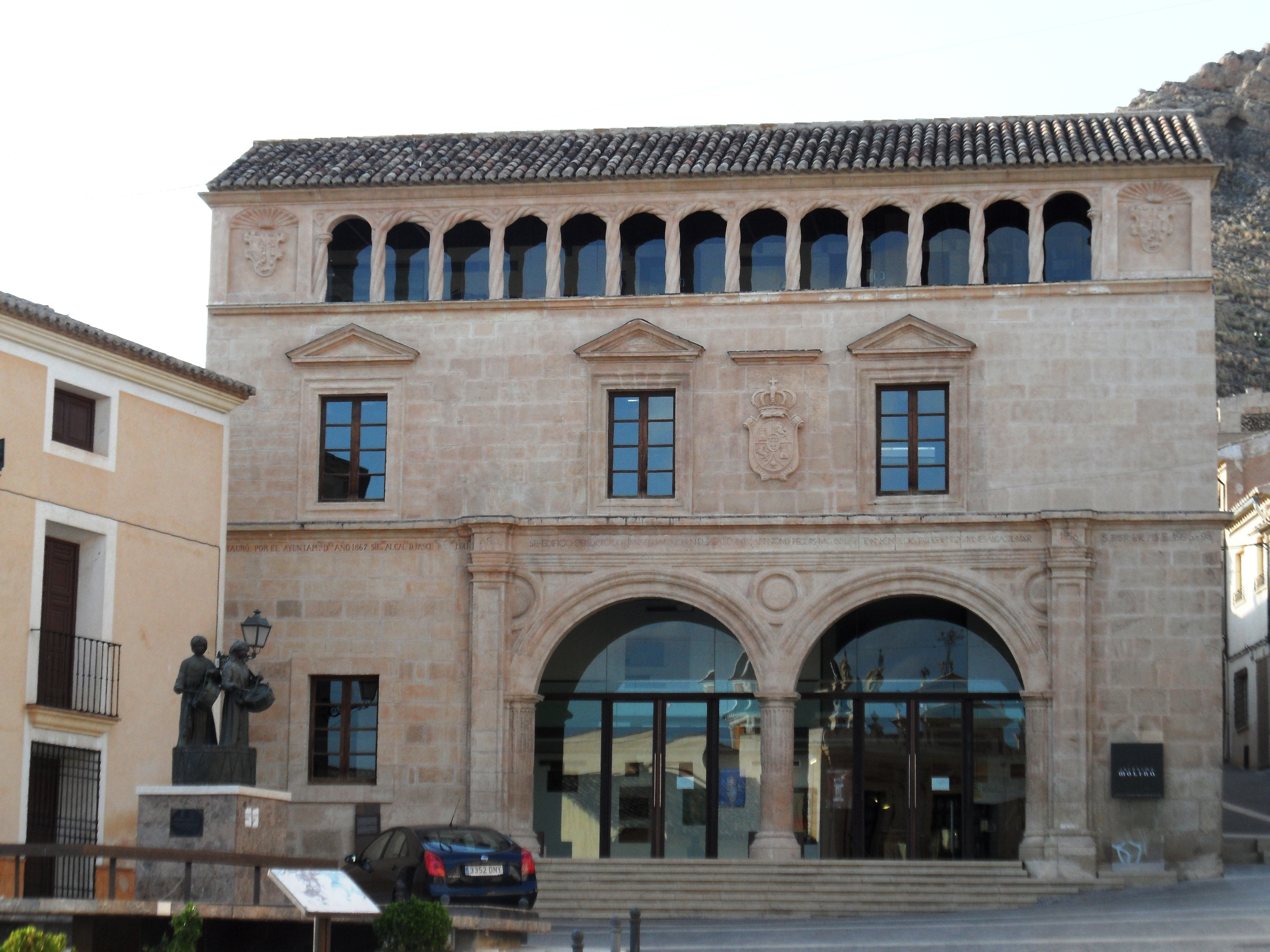
Antiguo palacio del concejo, del

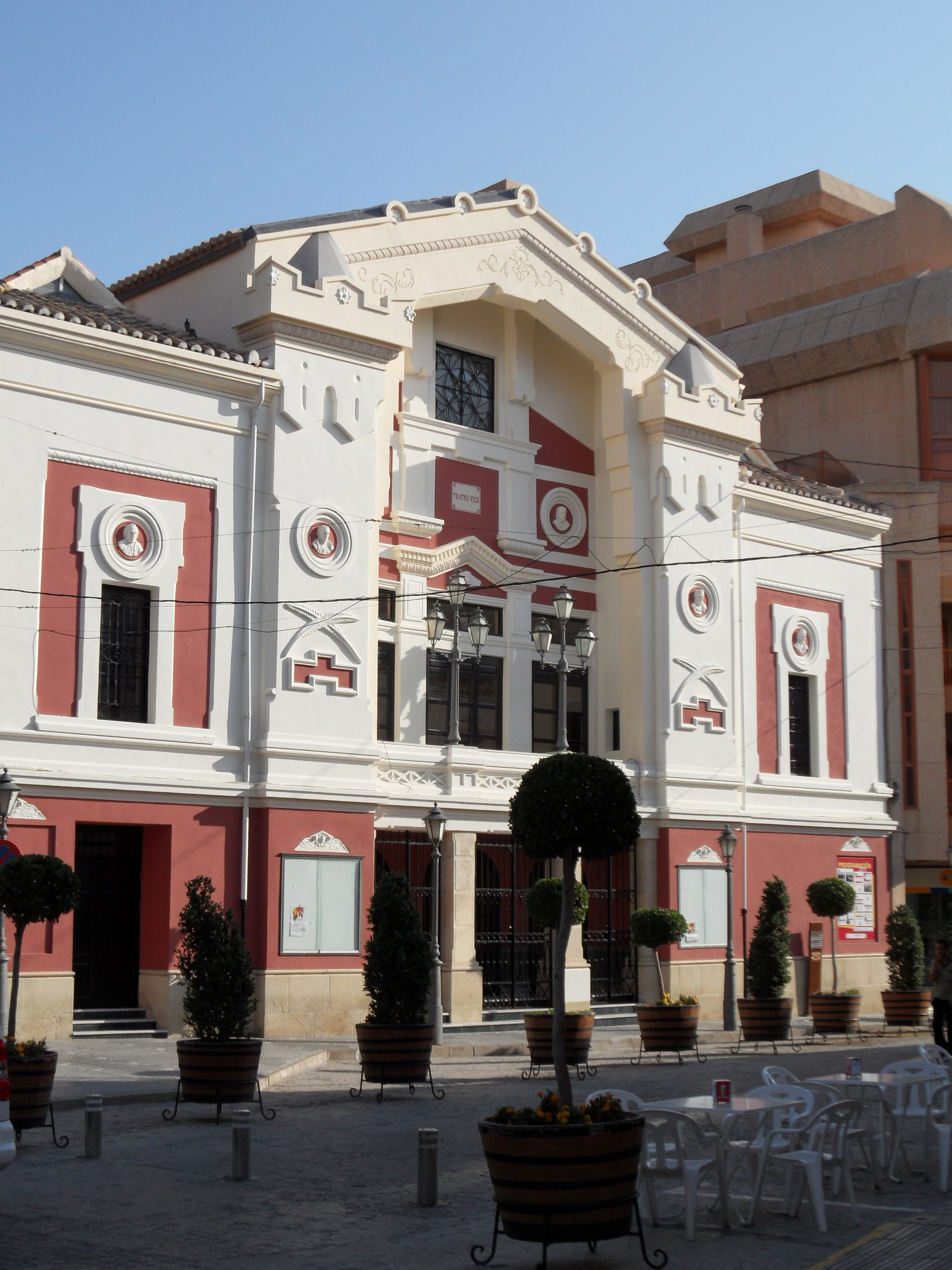
Teatro Vico

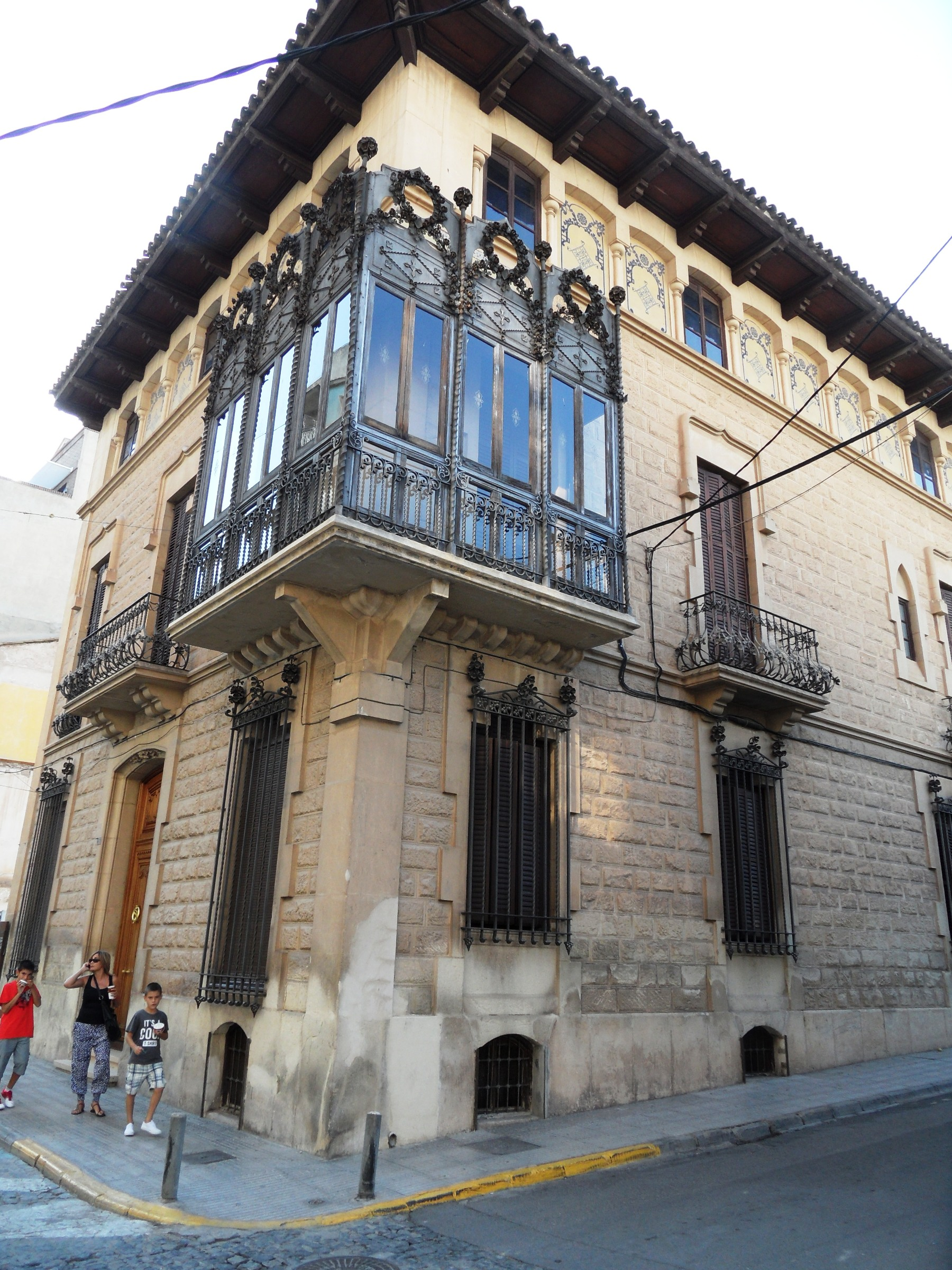
Casa modernista de la calle Cánovas

- Castillo de Jumilla. Del siglo XV, sobre restos del castillo árabe anterior
- El Casón: monumento funerario romano del siglo IV.[18] Monumento Nacional desde 1931.
- Teatro Vico: Teatro edificado en 1883 por Justo Millán. Declarado Bien de Interés Cultural.
- Palacio del Concejo. Edificado en 1558 por el arquitecto Julián de Alamíquez, constituye uno de los mejores y escasos ejemplos de arquitectura civil renacentista conservados en la Región de Murcia.
- Casa Honda (calle del Rico, 12): Declarada Bien de Interés Cultural. Edificio construido en el primer tercio del siglo XVI en estilo renacentista y ubicado en la calle del Rico, conserva todo su valor artístico en su patio interior, con cuatro columnas de piedra y recorrido por un friso renacentista, en torno al cual se distribuyen las diferentes estancias de la casa que sostienen una decoración con yeserías. El techo de la vivienda está decorado con revoltones de yeso, con relieves de grutesco y candelieri, al gusto italiano, con motivos florares, jarrones y figuras fantásticas. Actualmente acoge el centro de artesanía y exposiciones de la Casa del Artesano.
- Casa Solariega Pérez de los Cobos (calle del Rico, 14): Declarada Bien de Interés Cultural. Palacio renacentista de finales del siglo XVI del que podemos admirar su fachada de rejas castellanas y tejadillos rematados con escudos de armas, sostenidos por sendos leones rampantes. Sobre la puerta descansa una cornisa que sirve de apoyo a un frontón partido en el que aparece el escudo de armas de Pérez de los Cobos. Actualmente acoge la Casa de la Música.
- Casa Solariega de Lozano (calle Esteban Tomás). Construida a finales del siglo XV en cuyo escudo aparecen los cuarteles con los apellidos de Abellán, Ramón y Lozano, correspondientes a descendientes de los 80 caballeros conquistadores de Jumilla que ya dejara don Fadrique tras la conquista para la Corona castellana. El edificio guarda en su interior magníficos artesonados de yesería en varias dependencias y una magnífica puerta gótica. En ella nació don Juan Lozano y Lozano en 1610, que fue virrey de Nápoles, arzobispo de Palermo y obispo de Mazara y Plasencia, creador en Jumilla de la llamada «Cátedra de Gramática».
- Casa solariega de Doña Sandalia (calle Castelar, 32). Edificio del siglo XVII que perteneció a don Fernando Lozano Abellán, caballero de la Orden de Santiago y capitán del Tercio de Infantería de Sicilia. En su fachada conserva un extraordinario escudo de armas con los apellidos Lozano-Gaitán, Abellán, Tomás y Fernández de los Cobos. También encontramos estupendas yeserías en su interior, pendientes de restauración. En ella vivió doña Sandalia Chamorrín y Cutillas durante el siglo XIX.
- Arco de San Roque o Puerta de Granada. Antigua puerta de acceso a la villa por el Camino de Granada desde el siglo XVI. Sobre ella se construyó una ermita dedicada a San Roque, protector de la villa contra epidemias y enfermedades, especialmente de la peste. La primitiva construcción de madera fue destruida en un incendio en 1603. La actual construcción data del año 1642. A la ermita se accede a través de una portezuela que da paso a una escalera de caja cuadrada, que como curiosidad fue erigida en 1792 sobre la canalizada acequia común del agua de la Fuente Principal de Jumilla. La ermita es de planta rectangular y de robusta construcción. El piso es de azulejería valenciana del siglo XVII con motivos vegetales, con predominio de los colores verdes y amarillos.
- Ayuntamiento o Casa Consistorial (calle Cánovas del Castillo, 31). Edificio con aires de palacio veneciano construido a mediados del siglo XIX sobre el solar del antiguo Hospital del Sancti Spiritu y la ermita aneja, construido extramuros de la villa entre 1580-1583. Obra neoclásica tardía de hacia 1872-1881, del arquitecto José Ramón Berenguer y Ballester, siendo remodelada años después por el facultativo Tomás Rico Valariano, hacía 1900-1907. En su interior destaca la decoración pompeyana en la sala capitular o salón de plenos en la planta noble, obra de José Ramón Berenguer.
- Casa Modernista de la calle Cánovas (calle Cánovas del Castillo, 55, esquina con Cura Navarro). Palacete urbano mandado construir por José Mª Guardiola Porras en 1911 al arquitecto catalán Joan Alsina i Arús, discípulo y colaborador de Antonio Gaudí, en estilo modernista catalán, constituyendo todo un referente en la ciudad, siendo la obra modernista más destacada de la comarca del altiplano murciano. Edificio unifamiliar organizado en tres plantas, ubicado en una parcela en esquina que incorpora un lenguaje goticista y pronunciado alero de remate, en el que destaca un soberbio mirador con herrajes sobre la planta noble. Exteriormente llama la atención el tratamiento del muro, a través del empleo de sillería en el zócalo y de piedra «a la rústica» en el almohadillado del resto de la edificación. El edificio fue restaurado en 1988. El inmueble se halla catalogado como bien protegido por su relevancia.
- Casas de Bernal o de los carlistas (calle Cánovas del Castillo, nums. 33, 35 y 37). Bloque de tres viviendas emplazado junto al edificio del Ayuntamiento, conocidas como Casas de Bernal, proyectado hacia el año 1900, muy probablemente por el maestro de obras Agustín Palencia Jiménez. Los tres edificios que siguen un lenguaje ecléctico, con bajo, piso noble y planta alta con rejas y balcones trabajados en hierro fundido incorporando los huecos persianas arrollables, con profusión de elementos decorativos como ornamentación arquitectónica, los relieves en estuco sobre los huecos cobijan carátulas femeninas. De interés es el balcón corrido de forja de la primera planta y los nueve balcones en grupos de tres de la segunda, apoyados en ménsulas, igual que sucede con los tres balcones cada uno de la fachada lateral, además del patio interior de la casa rotulada con el núm. 35, de singular estilo decorativo árabe neonazarita.
- Casa del Barón del Solar de Espinosa de los Monteros (Plaza de la Constitución, núms. 4 y 5). Edificio de disposición rectangular, de tres plantas entre medianeras, fue diseñado con exquisita estética cuatrocentista «a la romana» por el arquitecto académico José Ramón Berenguer y Ballester hacia el año 1872, a instancias del senador Jacobo María Espinosa de los Monteros y Cutillas Quintana y Lozano (Jumilla, 1819-1890), IV Barón del Solar. Consta de bodega, piso bajo y dos plantas altas jerarquizadas y la fachada, de composición central y fuerte bicromía en blanco y en azul, de una gran plasticidad, se estructura en cinco huecos horizontales disociados por pilastras cajeadas de orden compuesto, con revestimiento de almohadillado en el cuerpo bajo donde se abren sendas puertas de ingreso y amplios ventanales protegidos por reja envolvente, mientras que las plantas superiores, de superficies lisas y enlucidas, remarcadas por impostas, disponen de balcones ferrados con las embocaduras de los huecos provistas de aplacados de yeso con decoración ondulante, a juego con la decoración serpentiforme de la cornisa rematada por un antepecho de obra y hierro.
- Casa Solariega del Barón del Solar (calle San Roque, núms. 13 y 15). Edificada por don Jacobo María Espinosa de los Monteros y González-Conde, VI Barón del Solar de Espinosa, hacia 1922, en estilo neobarroco, de tres plantas y con blasón nobiliario en la fachada con las armas de don Fernando Lozano Gaytán. En la actualidad es sede del Consejo Regulador de la Denominación de Origen Protegida Vino de Jumilla.
- Casa Art-Déco o del antiguo Bar Central (calle Cánovas del Castillo, 42 - calle Ramón y Cajal). Curioso edificio de estilo art déco, de inicios de la década de los años 40 (hacia 1942), construido por Cayetano Herrero Pérez, notabilísima muestra diseñada en este estilo conservada en la Región de Murcia. Construido en esquina, de tres plantas, durante muchos años sus bajos destinados a la instalación de comerciales alojaron el Bar Central. El inmueble, de gran sentido expresionista, de formas extrañas y cierto aire oriental, estilísticamente difícil de clasificar, se singulariza por la incorporación de balcones de vuelo cerrado con barandillas de tubo de hierro (propias de la década de los años treinta); de un mirador de obra curvo, de dos cuerpos superpuestos, en la esquina, con ventanales rasgados de tradición gotizante; la gran ventana termal con sus divisorias sobre la segunda planta, única en su género en la ciudad; y los interesantes esgrafiados de tonos azules y blancos con guirnaldas de flores de los pisos principal y alto, combinados con azulejos verdes.

### Patrimonio viario
- Plaza de Arriba
- Plaza de Santa María
- Callejón del Fiscal. Es la calle más antigua de Jumilla, fechada entre los siglos XII y XIII, según las excavaciones arqueológicas realizadas en la zona, en la que la estrecha calleja se prolonga entre la calle Cuatro Cantones (siglo XV) hacía el interior del antiguo atrio de la Iglesia de Santa María del Rosario, construida hacia 1430, sobre el antiguo núcleo de población árabe, terminando en una necrópolis islámica.
- Subidor al Castillo

### Patrimonio en el resto del municipio
- La Cueva del Buen Aire, el  Peliciego y la Calesica, con muestras de Arte rupestre del arco mediterráneo de la península ibérica, declarado Patrimonio de la Humanidad.[19]
- El yacimiento íbero de Coimbra del Barranco Ancho.
- La Torre del Rico: Declarada Bien de Interés Cultural.
- La Presa de Román, de origen romano.
- El cuco de La Alberquilla.

## Comunicaciones

### Carretera
La gran extensión de su término municipal hace que numerosas carreteras atraviesen el municipio. La autovía A-33 es la principal vía de comunicación, junto con la N-344. Dispone también de las siguientes carreteras:
- RM-403
- RM-404
- RM-420
- RM-427
- RM-428
- RM-430
- RM-714
- RM-A10
- RM-A11
- RM-A12
- RM-A15
- RM-A16
- RM-A28

### Autobús
Jumilla dispone de una estación de autobuses, donde prestan servicio las siguientes líneas interurbanas y de largo recorrido:
| Línea   | Recorrido                                         | Operador |
| ------- | ------------------------------------------------- | -------- |
| MUR-084 | Murcia - Jumilla - Yecla                          | Interbus |
| VAC-150 | Sevilla y Málaga a Montgat y Manresa con hijuelas | ALSA     |

## Cultura

### Turismo
En los últimos años el enoturismo, en creciente demanda, ha ido cobrando protagonismo, con la Ruta del Vino de Jumilla, avalada por el Ministerio de Agricultura. A través de ella, el turista podrá disfrutar de un destino de calidad, en que se le ofrece la posibilidad de sumergirse en la cultura, tradición y costumbres de un territorio vitivinícola. Pasear por un viñedo, asistir a conciertos en bodegas, conocer el proceso de elaboración del vino, alojarse en un entorno rural, tomar un buen vino, degustar la gastronomía de la zona en sus restaurantes y adquirir productos típicos en sus tiendas son algunas de las experiencias que Jumilla y su Ruta del Vino brindan al visitante, sin olvidar la oportunidad de conocer el Patrimonio Histórico, Cultural y Natural que la población ofrece, avalado por un Conjunto Histórico-Artístico, Monumentos Nacionales, Parques Naturales, Fiestas de Interés Turístico Internacional y Regional, Pinturas Rupestres Patrimonio de la Humanidad, Huellas Fósiles de Animales Prehistóricos Patrimonio de la Humanidad, Yacimientos Arqueológicos, etc.

### Museos
- Museo Municipal de Arqueología Jerónimo Molina (Palacio del Antiguo Concejo).
- Museo Municipal de Etnografía, Ciencias de la Naturaleza y Bellas Artes Jerónimo Molina.
- Museo del Vino Juan Carcelén.
- Museo del Convento Franciscano de Santa Ana del Monte.
- Museo de Semana Santa (Ermita de San Antón).
- Museo de la Cofradía Nuestro Padre Jesús Nazareno.
- Capilla-Museo de la Cofradía del Rollo.
- Capilla-Museo de la Cofradía del Beso de Judas.
- Parroquia Mayor de Santiago y Capilla-Museo del Sto. Sepulcro

### Folclore
El Grupo de Coros y Danzas de Jumilla se crea en 1940, bajo los auspicios de la Sección Femenina, y hace su primera aparición en público un día de Santa Teresa, 15 de octubre. Fue en 1979 cuando acabó constituyéndose como asociación e integrándose de inmediato en la Asociación Regional Francisco Salzillo, con la cual entraría a formar parte posteriormente de FACYDE (federación de asociaciones de coros y danzas de España).
- Bailes: Los bailes tradicionales jumillanos son los típicos murcianos con influencia manchega debido a su proximidad geográfica. Destacan los siguientes bailes: Zapatillas, Jota de Tres, Jota Jumillana, Jota de la Zarza, Enredás, Malagueñas de Jumilla y Fandango.
- Instrumentos: Son los que tradicionalmente usan las rondallas del Levante, La Mancha y Andalucía Oriental (guitarra, bandurria, mandolina, laúd, pandereta, castañuelas, chirranchas, el gaito,[20] tablillas y huesos).
- Prendas típicas: Las prendas típicas utilizadas en el vestuario en el siglo XVIII, que son ahora los trajes típicos, son:
  - Para la mujer: refajo, armilla, camisa, toquillas, delantal, mantilla, medias, calzado, peinado, adornos.
  - Para el hombre: pantalón, marsellés, chaleco, camisa, faja, medias, calzas, calzado, sombrero.

### Música
La ciudad de Jumilla, de gran tradición musical, posee dos bandas de música: Asociación Jumillana Amigos de la Música y Asociación Julián Santos. Las dos bandas tienen sus propias escuelas. También podemos encontrar El Conservatorio Profesional de Música Julián Santos, así como otras agrupaciones formadas para distintos actos, como por ejemplo, las bandas de tambores y cornetas formadas para desfilar en Semana Santa y otras celebraciones.

### Fiestas

#### Semana Santa
Primera y principal fiesta de las que se celebran en Jumilla, avalada por su tradición, riqueza artística, colorido, devoción, entusiasmo. Tiene más de 600 años de historia. Está declarada de Interés Turístico desde febrero de 1980, el día 9 de junio de 2000 recibió la Medalla de Oro de la Región de Murcia, en diciembre de 2003 fue declarada Fiesta de Interés Turístico Nacional y desde mayo de 2019 se encuentra declarada como Fiesta de Interés Turístico Internacional. Participan más de tres mil nazarenos.

#### Feria
Se celebra en la semana de agosto que coincide con la Virgen de la Asunción (15 de agosto), que es la Patrona de Jumilla. Anteriormente, el objetivo de la feria era la compra de maquinaría y utensilios para el campo.
Enmarcado en estas fechas festivas, el Grupo de Coros y Danzas de Jumilla organiza el Festival Nacional de Folclore Ciudad de Jumilla, con la participación de grupos de diferentes provincias españolas así como grupos invitados de otros países europeos. Además, también se celebran como complemento las Fiestas de la Vendimia, los Moros y Cristianos, conciertos, competiciones deportivas de diferentes disciplinas y otros tipos de actividades lúdicas y culturales. En conjunto, en Jumilla hay diez días de fiestas en estas fechas de agosto con una oferta muy variada.

#### Fiesta de la Vendimia
Coincide con la celebración de la semana de feria, y ha sido declarada de Interés Turístico Regional desde 1980, es la expresión de un pueblo en consonancia al producto más universal que posee, su vino.
Desde 1970 se lleva celebrando esta fiesta, que aglutina numerosos actos durante diez días. En general, comienza el viernes anterior al día de la Virgen de la Asunción, y termina el domingo siguiente al mismo.
Se compone de más de 30 actos cada uno diferente del otro. Encontramos desde concursos, cabalgatas, competiciones deportivas hasta muestras de folclore y tipismo, aunque con un objetivo común: el dar a conocer y difundir la cultura del vino.
Estos actos son organizados por la Federación de Peñas de la Fiesta de la Vendimia, que está formada por más de 35 peñas; el número de personas que la integran es superior a 3500.
Los títulos honoríficos de las fiestas son:
- Vendimiadoras y Vendimiadores Mayores e Infantiles: son la imagen visible de la fiesta durante al año que dura su mandato
- Bodeguero Mayor: recae en una persona del sector vitivinícola
- Pisador de Honor

Los actos culturales más destacados son:
- La Noche de Exaltación del Vino: se celebra en el Casco Antiguo de Jumilla. Ahora en los salones Pio XII, en Santa Ana del Monte.
- El Concurso de Catadores de Vino
- La Ofrenda de Uvas y Primer Mosto al Niño de las Uvas: donde se recuperan las tradiciones de las bodegas a la antigua usanza.
- La Gran Cabalgata del Vino: En ella se reparten grandes cantidades de sangría a visitantes y locales, en donde es costumbre mojarse con esta sangría.

#### Moros y Cristianos
Las fiestas de Moros y Cristianos se celebraban ya por el año 1614 en Jumilla, en honor a su Patrona la Virgen de la Asunción, según se recogen en las Actas Capitulares de aquella época.
Sin embargo, no es hasta 1987 que se recupera esta festividad y se potencian las fiestas patronales de agosto. Es en este año cuando participan las dos primeras comparsas:
- Por el bando cristiano: Los Caballeros de Don Fadrique
- Por el bando moro: Los Sarracenos de Geminalet

Al año siguiente, se crean tres nuevas comparsas:
- Por el bando cristiano: Los Caballeros de San Fernando
- Por el bando moro: Los Almohades y Los musulmanes de Abd-el Aziz.

Diez años más tarde, en 1998, se creó la sexta y última: la comparsa mora Los Almorávides.
Los principales actos se desarrollan durante tres días, que coinciden con la celebración de la Feria y las Fiestas Patronales de Jumilla en honor a la patrona de Jumilla (15 de agosto).
Se pueden destacar:
- Las entradas Cristiana y Mora
- Las Embajadas
- La Toma del Castillo por el Bando Moro y su posterior Reconquista por el Cristiano
- El Gran Desfile final de los dos Bandos

También es de interés la Semana Cultura, que se celebra todos los años en la última semana de abril, en conmemoración de la toma del castillo por el Infante don Fadrique.

#### Otras fiestas
- Bajada del Cristo y Romería a Santa Ana del Monte: Es en 1848, cuando se baja al Cristo de Salzillo a Jumilla para participar, por primera vez, en los desfiles de Semana Santa. Desde entonces, esta bajada se realiza todos los Domingos de Ramos, desde el Monasterio de Santa Ana del Monte hasta Jumilla.

La imagen del Cristo es portada a hombros por los romeros, permaneciendo ésta en la ciudad hasta el segundo domingo de mayo, cuando vuelve a subir en romería, al monasterio de donde partió. La talla del Santísimo Cristo Amarrado a la Columna es, sin duda, la imagen más querida y venerada por todos los jumillanos.
- Fiestas de Navidad y Reyes: Se realizan numerosas actividades para celebrar esta entrañable y familiar fiesta, como el Pregón de Navidad, un concurso de belenes, una ruta belenística de gran calidad, el tradicional Concierto de Navidad, actuaciones teatrales para los más pequeños y se finaliza con una Cabalgata de Reyes el día 5 de enero.
- Fiestas de Carnaval: Las primeras noticias que tenemos de estas fiestas en Jumilla, están fechadas en 1778, realizándose siempre en la calle del Calvario, donde se reúnen las máscaras igual que en la actualidad.
- Festival Nacional de Cante Flamenco: Ya se han celebrado quince ediciones y en él, se puede asistir a mesas redondas, audiovisuales, concurso de guitarra flamenca, concurso de jóvenes promesas de cante flamenco, visita turística, diversas actuaciones, etc.
- Fiestas de mayo: Se celebran el 1 de mayo. Las calles y plazas se llenan de floridas cruces que cubren todos los rincones.
- Domingo de Panes: Se celebra dos domingos antes de Domingo de Ramos. Es típico ir al campo con los amigos a comerse el hornazo, una especie de sobao con forma de cesta para las niñas y de ardacho para los niños que lleva uno o dos huevos duros incrustados.
- Fiestas en los barrios y pedanías de Jumilla: A lo largo de todo el año, en los distintos puntos de la ciudad se celebran numerosas fiestas populares en conmemoración de los santos patronos de los barrios y pedanías de Jumilla, como son San Antón, San Sebastián, San Blas, San Juan, San Isidro, la Virgen del Carmen, San Fermín, la Virgen de Loreto, San Pedro, San José, La Virgen del Rosario, etc. Todas estas fiestas, tienen carácter vecinal, y entre sus actos están la degustación y concurso de productos típicos, los pasacalles o las verbenas.

### Gastronomía
Jumilla se ve influida en su gastronomía por Murcia, pero también por las provincias de Albacete y Alicante. La base alimenticia la componen productos fuertes con un gran valor calórico de los platos típicos.
- Gazpacho jumillano: no hay que confundirlo con el gazpacho andaluz. Su base es la torta de hojaldre, una torta hecha con harina de trigo y agua sin levadura. La torta jumillana es algo distinta de la torta manchega. Es un plato de tradición judía, cocinado con carne de caza y caracoles serranos, se suele tomar con vino tinto de la tierra.
- Trigoentero: es una comida que solamente se hace el día de Jueves Santo y está hecha a base de trigo machacado.
- Gachamiga: es un plato principalmente de invierno dado su gran valor calórico; está hecha a base de harina, aceite, ajos, agua y sal.
- Mortirigüelo: es un plato exclusivo del día de la matanza del cerdo ya que, para su elaboración, se utiliza el hígado del cerdo y la sangre, condimentado con gran variedad de especias.
- Relleno o pelotas: es una comida típica del día de Navidad y se elabora con pan rallado, carne picada de cerdo, tocino salado picado, hígado de cerdo picado, huevos, limón, perejil, sal, pimienta y piñones.
- Empanada de patata: es costumbre comerlas durante las fiestas de Semana Santa viendo las procesiones por la calle y alternándolas con unas habas verdes y bacalao. Sin embargo, están disponibles durante todo el año ya sea en pastelerías, supermercados o de fabricación casera ya que es tradición ofrecerlas a los visitantes. Están hechas con masa de harina, patatas cocidas, huevos cocidos, atún en aceite y escabeche, piñones y perejil.
- Queso con tomate: es un queso tierno y fresco hecho con leche de cabra de raza Murciano-Granadina, que se fríe con tomate triturado.
- Fritillas y horadadas: es un dulce típico que se hace con harina, agua y levadura en la masa, y se fríe con abundante aceite. Se suele acompañar con chocolate a la taza.

Los dulces típicos son muchos y variados: sequillos, pirusas, torrijas, rollos de vino, rollos de aguardiente y rollos de anís, cristóbalas, mantecados de almendra y cabellicos de ángel.
Aunque estos dulces los podemos encontrar durante todo el año en panaderías y comercios de la localidad, la época en la que suelen comerse los sequillos, pirusas y torrijas es en Semana Santa y en Navidad podríamos degustar las distintas clases de rollos, cristóbalas, mantecados de almendra y cabellicos de ángel.

### Deporte
- En el mundo del automovilismo, Jumilla cuenta con un Circuito Internacional de 2400 m de cuerda, que es uno de los más grandes del mundo. Está situado en el paraje de La Raja y se llama Circuito Los Ángeles de Jumilla.
- Velódromo Bernardo González.
- En el mundo del fútbol, han existido varios equipos en el municipio, El Jumilla C.F, disuelto en 2011, el F.C. Jumilla, que fue el reemplazo del anterior y desapareció en 2019 por problemas económicos, y el único equipo activo actualmente, el Jumilla C.D. que participa en Preferente Autonómica.
- Existe un equipo de balonmano masculino que se llama Club Balonmano Montesinos Jumilla y juega en la Liga Estatal Masculina. Que además cuenta con una versión femenina. Cada año las bases tanto masculinas como femeninas nutren a las selección autonómica de balonmano.

El atletismo es uno de los deportes más laureados. Jumilla está representada por el Athletic Club Jumilla. Este club ha tenido importantes representaciones por parte de sus atletas en numerosos campeonatos de España, consiguiendo medallas, récords regionales e incluso un récord nacional.
- También hay presencia de equipos deportivos en otras disciplinas como baloncesto, ciclismo, tiro olímpico, frontenis, ajedrez, etc.

También cuenta con zonas equipadas para la práctica de la escalada, siendo el colectivo de escaladores y montañeros muy conscientes por el respeto al Medio Ambiente, valores que difunde muy bien su grupo de montaña y espeleología HINNENI.